# Донна (ураган)
Ураган «Донна», известный в Пуэрто-Рико как ураган «Сан-Лоренцо», был сильнейшим ураганом сезона атлантических ураганов 1960 года и нанёс серьёзный ущерб Малым и Большим Антильским островам и Восточному побережью Соединенных Штатов Америки, особенно Флориде.

## Влияние
Ураган «Донна» был очень разрушительным ураганом. Он нанёс значительный ущерб от Малых Антильских островов до Новой Англии. В результате урагана погибли по меньшей мере 364 человека, а материальный ущерб был оценён в 900 миллионов долларов США.